# The Baseballs
The Baseballs es una banda de Rock and Roll alemana formada en Berlín en el año 2007. Se hicieron populares por hacer versiones de estilo rockabilly de canciones actuales como Umbrella (utilizada en una serie televisiva  alemana) o Hot N Cold de Katy Perry. Su versión de Umbrella fue un éxito en Alemania, España, Países Bajos, Finlandia, Austria, Suiza, Suecia y Noruega.
Su primer álbum, Strike!, fue lanzado en mayo de 2009 en Alemania, Suiza y Austria, en octubre en Finlandia, en diciembre en Suecia, en febrero de 2010 en Noruega y en marzo en España y los Países Bajos. Alcanzó el puesto 15 de las listas de ventas en Austria, sexto en Alemania, segundo en Suiza y los Países Bajos y primero en Finlandia, en Suecia y Noruega.
En el 2014 participaron en la preselección alemana para el Eurovision Song Contest  que se llevó a cabo en Copenhague.

## Discografía

### Álbumes de estudio
- Strike! (2009)
- Strike! Back (2010)
- Strings 'n' Stripes (2011)
- Strings 'n' Stripes Live (2011)
- Good Ol' Christmas (2012)
- Game Day (2014)
- Hit me Baby... (2016)
- The Sun Sessions (2017)

### Sencillos

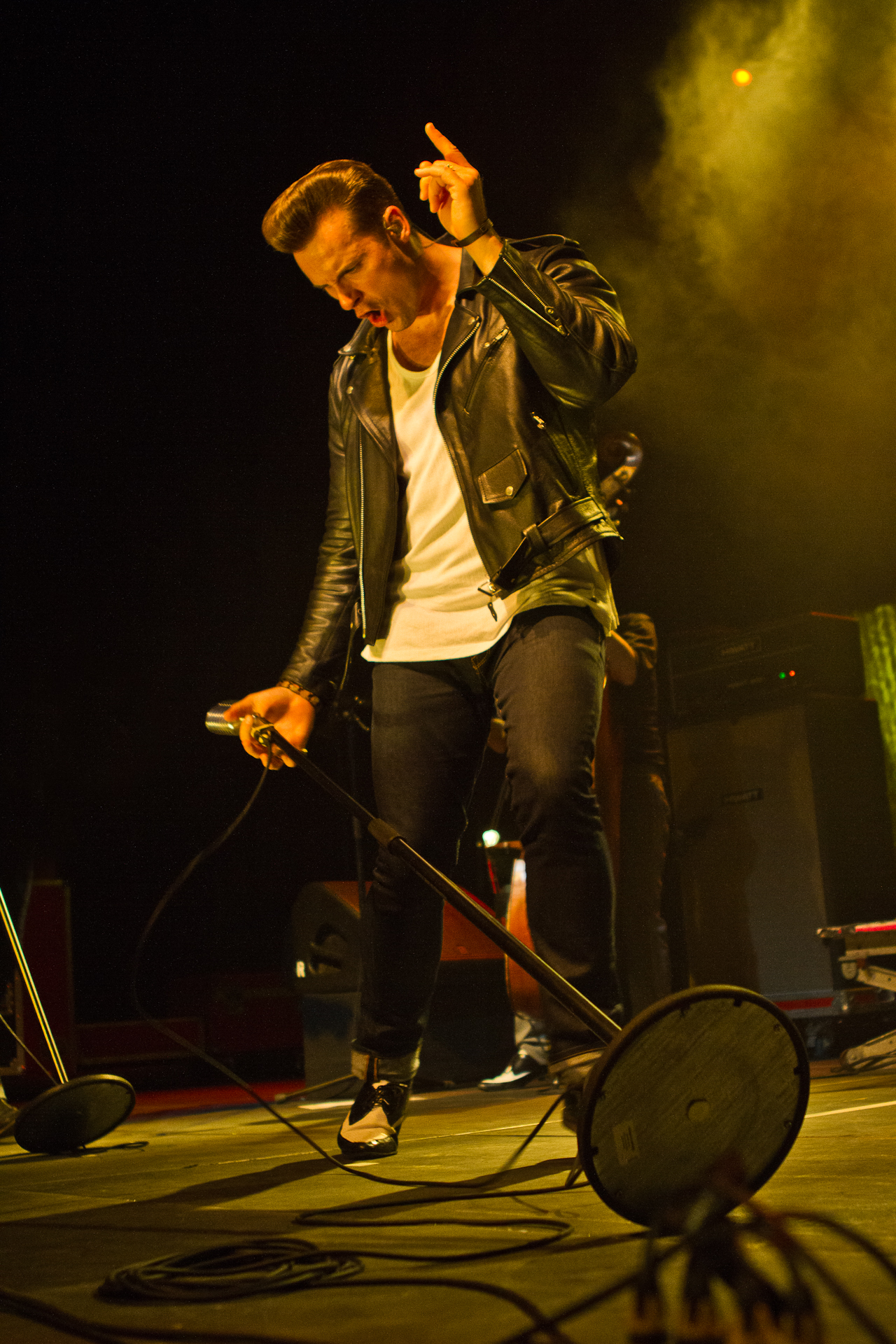
The Baseballs, E-Werk Köln

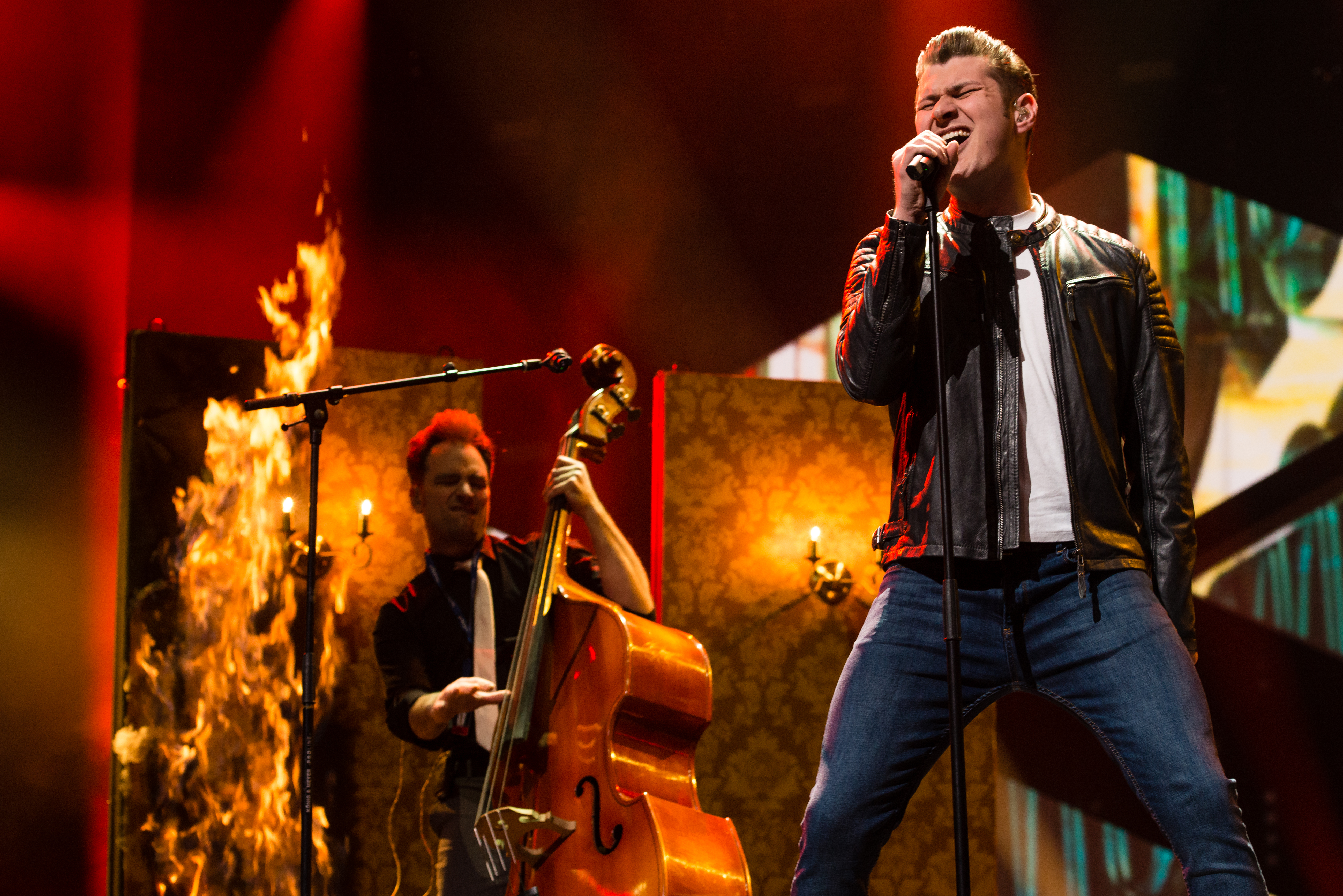
The Baseballs, 2014

- Umbrella
- Hot N Cold
- Chasing Cars
- Bleeding Love
- Hey there Delilah
- Poker Face
- Angels
- Love In This Club
- This love
- Hard Not to Cry
- I'm yours
- Hello'
- Born This Way
- Mo Hotta Mo Betta
- Goodbye Peggy Sue
- Paparazzi (canción)